# La Ferrière (Vendeia)
La Ferrière é uma comuna francesa na região administrativa do País do Loire, no departamento da Vendeia. Estende-se por uma área de 47.17 km². Em 2010 a comuna tinha 5 439 habitantes (densidade: 115,3 hab./km²).